# Jean François Palhier de Sylvabelle
Jean-François Palhier de Sylvabelle (né le 12 septembre 1748 à Banon et mort en mars 1822 dans la même ville), est un homme politique français.

## Biographie
Déjà consul de Simiane, il est nommé administrateur du département des Basses-Alpes à sa création et commandant de la garde nationale de Banon.
Il est maire de Simiane (décembre 1792-décembre 1793), puis mis en état d’arrestation par Dherbez-Latour et émigre. Il redevient maire de Simiane en 1795 et adjudant général de la garde nationale du district de Forcalquier.
Il est ensuite élu député des Basses-Alpes au Conseil des Cinq-Cents (octobre 1795), mais en est exclu de janvier à avril 1796 pour avoir été inscrit sur la liste des émigrés. Il défend la liberté de culte dans cette assemblée.
Nommé au conseil général du département (1800), il exerce diverses fonctions politiques locales jusqu’à sa mort.

## Sources
- Jean-Bernard Lacroix, notice biographique, La Révolution dans les Basses-Alpes, Annales de Haute-Provence, bulletin de la société scientifique et littéraire des Alpes-de-Haute-Provence, no 307, 1er trimestre 1989, 108e année, p 104
- « Jean François Palhier de Sylvabelle », dans Adolphe Robert et Gaston Cougny, Dictionnaire des parlementaires français, Edgar Bourloton, 1889-1891 [détail de l’édition], en ligne , consulté le 28 mars 2008)